# Фантасмагория (мультфильм)
«Фантасмагория» — немой короткометражный мультфильм Эмиля Коля. Является самым первым в мире рисованным мультфильмом. Премьера состоялась в Париже 17 августа 1908 года.

## Сюжет
Чья-то рука рисует Фантоша, висящего на турнике. Фантош падает, и на его месте оказывается другой фантош, толстый и в шляпе. Сняв шляпу и потеряв парик, он садится на место в кинотеатре. Перед ним садится дама в огромной шляпе. Из-за этого толстому фантошу ничего не видно, и он снимает каждое перо с шляпы, периодически пугаясь внезапно появляющегося паучка. Без перьев за шляпой стало кое-что видно. Но, сняв шляпу, толстый фантош видит изысканную причёску, гораздо больше, чем шляпа. В отчаянии он сжигает волосы дамы, но голова неожиданно взрывается, и из неё выпрыгивает Фантош.
Фантош попадает в какую-то коробку, которую заваливают гирями, но Фантош легко открывает её, повалив гири на землю. Взяв удочку, он ловит на неё прохожего, но тот превращается в какую-то жижу. Тут же вырастает огромный мушкетёр, которого Фантош сжигает свечой. Гуляя по городу, он теряет голову, и та прыгает, как мячик, пока её не ловит один человек. Он сразу превращается в бутылку, и Фантош, с головой на месте, сразу оказывается в ней. Бутылка превращается в цветок, а затем и в хобот слона. Заметив полицейского, слон превращается в дом. Фантош вбегает в него, но не замечает, что дверь снаружи запер полицейский. Фантош прыгает из окна и «разбивается». Внезапно вновь появившиеся руки «чинят» Фантоша с помощью клея и кисточки, тот встаёт, надувается, садится на лошадь и, прощаясь со зрителями, ускакивает на ней.

## Участия
- 1915 год — Ночное шоу
- 1977 год — Международный фестиваль анимации
- 2003 год — Век анимации

## Художественные особенности
- Длина плёнки = 36 метров.
- Формат = 35 мм.
- Характерная особенность мультфильма — персонажи, нарисованные белыми линиями, двигаются на чёрном фоне. По некоторым данным, это связано с тем, что Коль не стал переводить отснятый материал в позитив, оставив мультфильм лишь на негативной плёнке. По другой версии, белый фон мог слепить глаза зрителям[1]. Всего было сделано около 700 рисунков.
- Коль работал над мультфильмом несколько месяцев — с февраля по май 1908 года.

## Ремейк
К столетию мультфильма, в 2008 году, сербский режиссёр Растко Чирич (сер.) при поддержке Министерства культуры Сербии снял ремейк — мультфильм «Фантасмагория 2008». Сюжет мультфильма частично повторяет сюжет Фантасмагории Коля, однако основная сюжетная линия — это встреча двух Фантошей, Фантоша Коля из 1908 года, и современного Фантоша, из 2008 года. Сам мультфильм выполнен в компьютерной и рисованной технике, с фрагментами мультфильма Коля.